# Communauté de communes Portes du Berry entre Loire et Val d’Aubois
Die Communauté de communes Portes du Berry entre Loire et Val d’Aubois ist ein französischer Gemeindeverband mit der Rechtsform einer Communauté de communes, vergleichbar einer deutschen Verwaltungsgemeinschaft, im Département Cher in der Region Centre-Val de Loire. Sie wurde am 13. Dezember 2007 gegründet und umfasst zwölf Gemeinden. Der Verwaltungssitz befindet sich im Ort Jouet-sur-l’Aubois.

## Mitgliedsgemeinden
| Gemeinde                                                           | Einwohner 1. Januar 2022 | Fläche km² | Dichte Einw./km² | Code INSEE | Postleitzahl |
| ------------------------------------------------------------------ | ------------------------ | ---------- | ---------------- | ---------- | ------------ |
| Apremont-sur-Allier                                                | 67                       | 30,69      | 2                | 18007      | 18150        |
| Cours-les-Barres                                                   | 1.030                    | 21,16      | 49               | 18075      | 18320        |
| Cuffy                                                              | 1.018                    | 34,57      | 29               | 18082      | 18150        |
| Germigny-l’Exempt                                                  | 292                      | 28,26      | 10               | 18101      | 18150        |
| Jouet-sur-l’Aubois                                                 | 1.306                    | 17,33      | 75               | 18118      | 18320        |
| La Chapelle-Hugon                                                  | 385                      | 16,16      | 24               | 18048      | 18150        |
| La Guerche-sur-l’Aubois                                            | 3.187                    | 52,70      | 60               | 18108      | 18150        |
| Le Chautay                                                         | 264                      | 14,74      | 18               | 18062      | 18150        |
| Marseilles-lès-Aubigny                                             | 647                      | 9,88       | 65               | 18139      | 18320        |
| Menetou-Couture                                                    | 357                      | 28,93      | 12               | 18143      | 18320        |
| Saint-Hilaire-de-Gondilly                                          | 136                      | 18,42      | 7                | 18215      | 18320        |
| Torteron                                                           | 789                      | 13,53      | 58               | 18265      | 18320        |
| Communauté de communes Portes du Berry entre Loire et Val d’Aubois | 9.478                    | 286,37     | 33               | –          | –            |